# Kanada-ház
A Kanada-ház (franciául La Maison de Canadiens, angolul Canada House) egy lakóépület Bernières-sur-Merben, amelyet elsőként szabadítottak fel a normandiai partraszállás során a tenger felől érkező szövetséges katonák francia földön. Nevét azokról a kanadai katonákról kapta, akik elfoglalták.

## Története
A tengerparti fövény előtt álló kétemeletes villát 1928-ban építtette egy párizsi férfi nyaralónak. Az épületet ma is birtokló Hoffer család 1936-ban vette meg a ház egy részét. 1942-ben a németek lefoglalták az épületet, amely csak öt évvel később, különösebb sérülések nélkül került vissza a családhoz, amely ma is birtokolja. Az épületet sok kanadai veterán kereste fel a második világháború befejeződése óta.

### D-nap
A villa a szövetséges tervezők által Junónak nevezett parton feküdt. Magányosan állt a homokos part mögött, a közelében más épület nem volt, csak aknamezők, német géppuskaállások és bunkerek. A szövetségesek úgy vélték, a villa elfoglalása kulcsfontosságú lesz a partraszállás szempontjából, mert a légi felvételek alapján, tévesen, vasútállomásnak hitték. Másrészt megfigyelőállásként akarták használni a partraszállást követően.
A Junó parton kanadai katonák szálltak partra 1944. június 6-án 7.15 órakor. A széles parton nem volt lehetőség fedezékbe bújni, így a Királynő Saját Lövészei (Queen's Own Rifles) ezred katonái kénytelenek voltak a nyílt terepen, német géppuska- és aknavetőtűzben rohamozni. Az első katonáknak nagyjából húsz percre volt szükségük ahhoz, hogy elérjék a házat, és elfoglalják. A rohamban nagyjából száz kanadai esett el. A tengerről érkező csapatok ezt az épületet szabadították fel először Franciaországban, a légi szállítású csapatok korábban már elfoglaltak egy másik épületet, a Gondrée kávéházat Bénouville-ben.